# Система футбольных лиг Германии
Система футбольных лиг Германии представляет собой распределение лиг для футбольных клубов Германии.

## Структура

### Уровень I:Бундеслига(Чемпионат Германии по футболу)
Бундеслига (также известна как нем. Erste Bundesliga — Первая Бундеслига) — высший уровень в немецкой системе футбольных лиг, управляется DFL (нем. Deutsche Fußball Liga — Германской Футбольной Лигой). Проводится с 1963 года, до этого футбол в Германии находился на любительском уровне. 18 профессиональных команд соревнуются за титул Чемпиона Германии по футболу по круговой системе дома и в гостях у команд-соперников в 34 играх. Команды, занявшие 17-е и 18-е места, должны покинуть Бундеслигу, заняв свои места во Второй Бундеслиге страны на следующий год. Команда, занявшая 16-е место, играет домашний и гостевой плей-офф матч (матч «на вылет») с командой, занявшей 3-е место во Второй Бундеслиге.

### Уровень II:Вторая Бундеслига

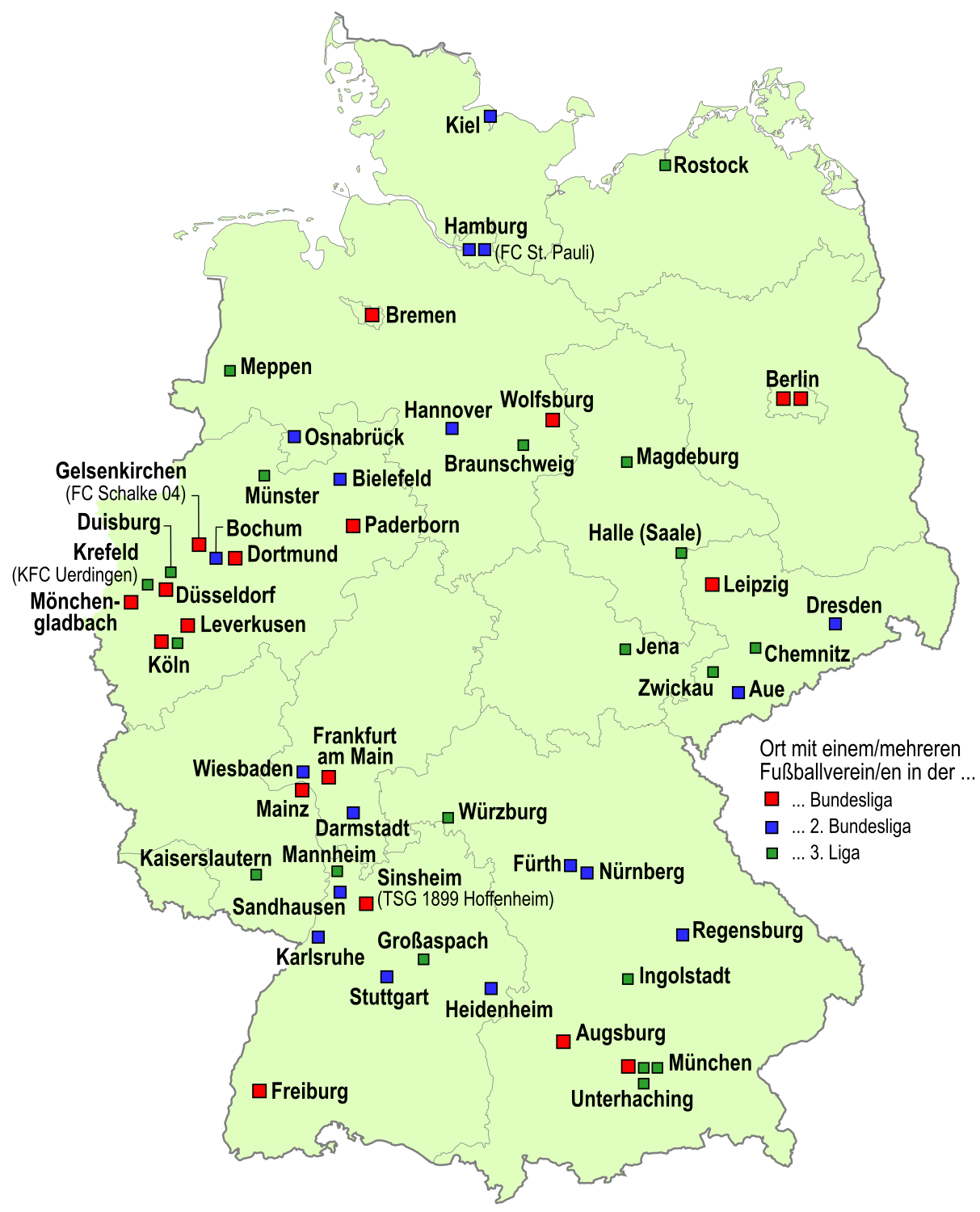
Клубы трёх первых лиг Германии сезона 2019/20 гг.:
— Бундеслиги
— Второй Бундеслиги
— Третьей лиги (карта-схема на немецком языке).

Вторая Бундеслига — второй уровень в немецкой системе футбольных лиг, и также управляется DFL (нем. Deutsche Fußball Liga — Германской Футбольной Лигой). 18 профессиональных команд соревнуются по круговой системе дома и в гостях у команд-соперников в 34 играх. Команда-чемпион и команда-вице-чемпион автоматически переходят в Первую Бундеслигу. Команда, занявшая третье место, играет домашний и гостевой плей-офф матч (матч «на вылет») с командой, занявшей 16-е место в Первой Бундеслиге. Команды, занявшие, по итогам сезона, последние (17-е и 18-е) места, должны покинуть Вторую бундеслигу, переместившись в турнирную таблицу Третьей Лиги. Команда, занявшая 16-е место, играет домашний и гостевой плей-офф матч (матч «на вылет») с командой, занявшей 3-е место в Третьей Лиге.

### Уровень III:Третья лига
Третья лига — третий сверху уровень в немецкой системе футбольных лиг, управляется DFB (нем. Deutscher Fußball Bund — Немецким футбольным союзом). 20 профессиональных команд соревнуются по круговой системе дома и в гостях у команд-соперников в 38 играх. Команда-чемпион и команда-вице-чемпион автоматически переходят во Вторую Бундеслигу. Команда, занявшая 3-е место, играет домашний и гостевой плей-офф матч (матч «на вылет») с командой, занявшей 16-е место во Второй Бундеслиге. Команды, занявшие с 18-го по 20-е места, в конце сезона автоматически направляются в Регионаллигу. Третья Лига является высшим уровнем для команды-дубля профессионального футбольного клуба (то есть для фарм-клуба). В случае, если одна или более фарм-команд оканчивают сезон на «переходных» местах, в высший по уровню чемпионат проходит следующая стоящая за этим клубом команда/-ды.

### Уровень IV:Региональная лига Германии
Региональная лига — четвёртый сверху уровень в немецкой системе футбольных лиг, и также управляется DFB (нем. Deutscher Fußball Bund — Немецким футбольным союзом). С 1994 по 2012 год существовали 54 полупрофессиональных команды, которые соревновались по круговой системе дома и в гостях у команд-соперников в 34 играх сезона, будучи разделёнными на три региональные группы по 18 команд каждая — Региональная лига «Запад», Региональная лига «Юг» и Региональная лига «Север». Чемпионы в каждой из этих групп в конце сезона автоматически переходили в Третью лигу. Команды, занявшие, по итогам сезона, с 18-го по 20-е места, в конце сезона автоматически направлялись в Оберлигу.
Согласно изменениям, принятым в 2009/10 сезоне, с сезона 2012/13 региональных лиг будет пять: Региональная лига «Юг/Юго-Запад», Региональная лига «Бавария», Региональная лига «Северо-Восток», Региональная лига «Север» и Региональная лига «Запад». Чемпионов в каждой из этих групп и вице-чемпиона лиги «Юг/Юго-Запад» в конце сезона случайным образом разделят на 3 пары. Победители этих трех игр перейдут в Третью лигу. Команды, занявшие, по итогам сезона, с 18-го по 20-е места, в конце сезона автоматически направятся в Оберлигу.

### Уровень V:Оберлига
Оберлига — пятый сверху уровень в немецкой системе футбольных лиг, управление в Оберлиге осуществляется 21 региональным членом DFB (нем. Deutscher Fußball Bund) — Германской Футбольной Ассоциации. В поле их юрисдикции входит, как правило, один из районов Федеральных земель Германии, в то время как несколько более крупных земель разделены на две или три ассоциации. 21 ассоциация, таким образом, в настоящий момент управляет 12 группами Оберлиги, при этом обычно от одной до трёх ассоциаций управляется группой. Из 12 групп 10 команд направляется в Регионаллигу. Чемпионы 6-й Оберлиги в Восточной и Западной Германии вместе с командами чемпионом и вице-чемпионом НРВ-Лиги (нем. NRW-Liga — аббр. от нем. Nordrhein-Westfalen, Оберлига включает в себя и землю Северный Рейн — Вестфалия) автоматически направляются в Регионаллигу. Чемпионы групп 5-й Оберлиги в северной Германии должны выиграть дополнительные плей-оффы за 2 оставшихся места в Регионаллиге. Обыкновенно, от двух до четырёх команд из каждой группы Оберлиги отправляются на Уровень VI.

### Уровень VI и ниже
Начиная с Уровня VI, каждый из 21 регионального члена ассоциации DFB управляет собственной местной лигой в соответствии с их внутренней юрисдикцией — при этом, везде условия относительно разнятся. Как правило, от одной до трёх команд на высших местах от каждой высшей местной ассоциации получают место в Оберлиге, в зависимости от размера местной футбольной ассоциации. Из-за автономности местных ассоциаций, уровни всей системы местных лиг сильно различаются по наименованиям, размерам и покрываемой их юрисдикцией части площади Федеральной земли.
При этом, выделяется следующая иерархия уровней:
- Фербандслига или Ландеслига (нем. Verbandsliga/Landesliga, Уровень VI)
- Ландеслига или Бецирксоберлига (нем. Landesliga/Bezirksoberliga, Уровень VII)
- Бециркслига (нем. Bezirksliga, Уровень VIII) и
- Крайслига (нем. Kreisliga, Уровень IX и ниже).

Стандартная пирамида лиги состоит из Фербандслиги или Ландеслиги (Уровень VI). С каждым уровнем вниз количество групп умножается на два или три, при этом территория, занимаемая данными структурными подразделениями, становится всё меньше. Крайслига, наконец, управляется местным членом ассоциации региональных ассоциаций и покрывает территорию районного центра или крупного района, со стандартными двумя или тремя иерархическими дивизионами, называемыми, как правило, Крайслига А, Крайслига B, Крайслига С и так далее.
Так, в сезоне 2009/10, на Уровне VI существовало 3 лиги, с Уровнем VII, состоящим из 93 лиг. Уровень VIII, при этом состоял приблизительно из 270 лиг, Уровень IX вмещал в себя примерно 800 лиг.

## Система футбольных лиг Германии

### Современная система
В таблице приведена современная система футбольных лиг Германии.
| Уровень         | Лига | Лига | Лига | Лига | Лига | Лига                                      | Лига                                      | Лига                                      | Лига                                      |
| --------------- | --- | --- | --- | --- | --- | ----------------------------------------- | ----------------------------------------- | ----------------------------------------- | ----------------------------------------- |
| I (проф.)       | Бундеслига 18 клубов | Бундеслига 18 клубов | Бундеслига 18 клубов | Бундеслига 18 клубов | Бундеслига 18 клубов | Бундеслига 18 клубов                      | Бундеслига 18 клубов                      | Бундеслига 18 клубов                      | Бундеслига 18 клубов                      |
|                 | ↑↓ 2-3 клуба | | | | |                                           |                                           |                                           |                                           |
| II (проф.)      | Вторая Бундеслига 18 клубов | Вторая Бундеслига 18 клубов | Вторая Бундеслига 18 клубов | Вторая Бундеслига 18 клубов | Вторая Бундеслига 18 клубов | Вторая Бундеслига 18 клубов               | Вторая Бундеслига 18 клубов               | Вторая Бундеслига 18 клубов               | Вторая Бундеслига 18 клубов               |
|                 | ↑↓ 2-3 клуба | | | | |                                           |                                           |                                           |                                           |
| III (проф.)     | Третья лига Германии по футболу 20 клубов | Третья лига Германии по футболу 20 клубов | Третья лига Германии по футболу 20 клубов | Третья лига Германии по футболу 20 клубов | Третья лига Германии по футболу 20 клубов | Третья лига Германии по футболу 20 клубов | Третья лига Германии по футболу 20 клубов | Третья лига Германии по футболу 20 клубов | Третья лига Германии по футболу 20 клубов |
|                 | ↑↓ 4 клуба | | | | |                                           |                                           |                                           |                                           |
|                 | 0-1 клуб | ↑ 0-1 клуб | ↑ 0-1 клуб | ↑ 1 клуб | ↑ 1 клуб |                                           |                                           |                                           |                                           |
| IV (полу-проф.) | Региональная лига «Бавария» 18 клубов | Региональная лига «Север» 18 клубов | Региональная лига «Северо-Восток» 18 клубов | Региональная лига «Юго-Запад» 18 клубов | Региональная лига «Запад» 18 клубов |                                           |                                           |                                           |                                           |
| V (любит.)      | Баварская футбольная лига (подразд. на лигу «Север» (18) и лигу «Юг» (19)) (см. также Баварская региональная система футбольных лиг)                              | Шлезвиг-Гольштейн-Лига (18 клубов) Оберлига Гамбург (18 клубов) Бремен-Лига (16 клубов) Оберлига Нижняя Саксония (20 клубов) | Оберлига Северо-Восток (Север) (18) Оберлига Северо-Восток (Юг) (18) | Оберлига «Рейнланд-Пфальц/Саар» Оберлига «Баден-Вюртемберг» (18) Гессенлига (19) | Среднерейнская лига Нижнерейнская лига Оберлига «Вестфалия» |                                           |                                           |                                           |                                           |
| VI (любит.)     | Ландеслига «Северо-Восток» (20) Ландеслига «Северо-Запад» (18) Баварская среднеземельная ландеслига (18) Ландеслига «Юго-Восток» (18) Ландеслига «Юго-Запад» (18) | Ландеслига Бремен Ландеслига Гамбург-Гаммония Ландеслига Гамбург-Ганза Ландеслига Брауншвейг Ландеслига Люнебург Ландеслига Ганновер Ландеслига Вессер-Эмс Фербандслига Ш.-Г. Северо-Восток Фербандслига Ш.-Г. Северо-Запад Фербандслига Ш.-Г. Юго-Восток Фербандслига Ш.-Г. Юго-Запад | Фербандслига Мекленбург-Передняя Померания (16) Бранденбург-Лига (16) Берлин-Лига (16) Фербандслига Саксония-Анхальт (16 клубов) Тюрингенлига (16) Ландеслига Саксония (16) | Рейнландлига (18) Саарландлига (18) Фербандслига Юго-Восток (16) Фербандслига Баден (16) Фербандслига Вюртемберг (16) | Ландеслига Нижний Рейн-Группа 1 Ландеслига Нижний Рейн-Группа 2 Ландеслига Нижний Рейн-Группа 3 Ландеслига Средний Рейн-Дивизион 1 Ландеслига Средний Рейн-Дивизион 2 Вестфаленлига (поздр. на Группу 1 и Группу 2) (34) |                                           |                                           |                                           |                                           |
| VII (любит.)    | | Бециркслига Гамбург-Север (16) Бециркслига Гамбург-Восток (16) Бециркслига Гамбург-Юг (16) Бециркслига Гамбург-Запад (16) Бециркслига Бремен (16) Бециркслига Бремерхавен (15) ↓ выбывание в региональные системы лиг Киля, Плёна или Ренсбург-Экернфорде ↓ выбывание в региональные системы лиг Дитмаршена, Фленсбурга, Северной Фрисландии или Шлезвига ↓ выбывание в региональные системы лиг Герцогства Лауэнбург, Любека, Восточного Гольштейна или Штормарна ↓ выбывание в региональные системы лиг Ноймюнстера, Зегеберга или Штайнбурга | | Ландеслига Миттельбаден (16) Ландеслига Оденвальд (16) Ландеслига Рейн-Неккар (16) Бециркслига Средний Рейнланд (16) Бециркслига Рейнланд-Восток (16) Бециркслига Рейнланд-Запад (16) Ландеслига Юго-Запад (с дивиз. «Восток» и «Запад») (32) Фербандслига Северо-Восток (16) Фербандслига Юго-Запад (16) Ландеслига Баден-Вюртемберг 1 (16) Ландеслига Баден-Вюртемберг 2 (16) Ландеслига Баден-Вюртемберг 3 (16) Ландеслига Баден-Вюртемберг 4 (16) | |                                           |                                           |                                           |                                           |

### История именований и существования футбольных лиг
|         | Германия                   | Германия                   | Западная Германия     | Западная Германия    | Западная Германия        | Германия       | Германия     | Восточная Германия  |
| Уровень | 2008-н. в.                 | 1994-2008                  | 1974-1994             | 1963-1974            | 1945-1963                | 1933-1945 гг.  | 1903-1932    | ГДР в 1949—1991 гг. |
| I       | Бундеслига                 | Бундеслига                 | Бундеслига            | Бундеслига           | Оберлига                 | Гаулига        | Фербандслига | Оберлига ГДР        |
| II      | Вторая Бундеслига          | Вторая бундеслига          | Вторая бундеслига     | Региональная лига    | 2.Оберлига               | Бецирксклассе  | Бециркслига  | Лига ГДР            |
| III     | Третья лига                | Региональная лига          | Любительская оберлига | 1. Любительская лига | Первая любительская лига | Крайслига      |              | Вторая лига ГДР     |
| IV      | Региональная лига          | Оберлига                   | Фербандслига          | 2. Любительская лига | Вторая любительская лига | 1. Крайсклассе |              | Бециркслига         |
| V       | Оберлига                   | Фербандслига/Ландеслига ¹  | Ландеслига            | Бецирксклассе        | Бецирксклассе            | 2. Крайсклассе |              | Бецирксклассе       |
| VI      | Фербандслига/Ландеслига¹   | Ландеслига/Бецирксоберлига | Бециркслига           | 1. Крайсклассе       | 1. Крайсклассе           |                |              | Крайслига           |
| VII     | Ландеслига/Бецирксоберлига | Бециркслига                | Крайслига ²           | 2. Крайсклассе       | 2. Крайсклассе           |                |              | 1.Крайсклассе       |
| VIII    | Бециркслига                | Крайслига ²                | Крайсклассе A ²       | 3. Крайсклассе       | 3. Крайсклассе           |                |              | 2.Крайсклассе       |
| IX      | Крайслига²                 | Крайсклассе A ²            | Крайсклассе B ²       |                      |                          |                |              |                     |
| X       | Крайсклассе A²             | Крайсклассе B ²            | Крайсклассе C ²       |                      |                          |                |              |                     |
| XI      | Крайсклассе B²             | Крайсклассе C ²            |                       |                      |                          |                |              |                     |
| XII     | Крайсклассе C²             |                            |                       |                      |                          |                |              |                     |

¹ в некоторых регионах называется Ландеслига, в других Фербандслига. 

² в некоторых районах называется: Крайслига A, Крайслига B, Крайслига C и Крайслига D или 1. Крайсклассе, 2. Крайсклассе и 3. Крайсклассе.
Структура лиги неоднократное количество раз менялась, и, как правило, отражает степень вовлеченность в занятия спортом в различных регионах страны. В начале 1990-х изменения были вызваны объединением Германии и последовавшей интеграцией национальных лиг Восточной и Западной Германии. Все перечисленные выше уровни лиг связаны между собой правилами выбывания в нижнюю лигу и продвижения вверх.

#### Таблица времени существования лиг (период 1945-н.в.)
- В данной таблице указаны не все фербандслиги.